# Frescobaldi (software)
Frescobaldi is een LilyPond bladmuziekbewerker. Frescobaldi is vrije software, beschikbaar onder de General Public License. Het programma draait op (Linux, macOS en Microsoft Windows), en is geschreven in Python met behulp van PyQt5 voor de gebruiksinterface.
LilyPond moet geïnstalleerd zijn, evenals een software synthesizer, zoals FluidSynth. Vanzelfsprekend dient er ook audioweergave te zijn.
Het programma is genoemd naar Girolamo Frescobaldi (1583-1643), een Italiaans componist en organist uit de late renaissance en vroege barok.

## Mogelijkheden
- Tekstverwerker met syntaxiskleuring en automatische aanvulling;
- Muziek op het scherm met point-and-click (vanuit de muziek de broncode benaderen);
- MIDI-speler voor de LilyPond-gegenereerde MIDI-bestanden;
- Wizard om snel een nieuwe partituur op te zetten;
- Importeren van MusicXML [en], MIDI en ABC bestanden;
- Knipselbeheerder om stukken tekst, sjablonen of scripts te beheren en toe te passen;
- Gebruik verschillende versies van LilyPond naast elkaar, kiest automatisch de juiste;
- Ingebouwde LilyPond-documentatieverkenner en -handleiding;
- Handige lay-outcontrole functies zoals kleuring van specifieke objecten in de PDF;
- Vertaald in de talen: Nederlands, Engels, Frans, Duits, Italiaans, Tsjechisch, Russisch, Spaans, Galicisch, Turks, Pools, Braziliaans-Portugees en Oekraïens.

## Muziekfuncties
- Transponeren;
- Van relatief naar absoluut omzetten en vice-versa;
- De taal voor nootnamen aanpassen;
- Het ritme aanpassen (verdubbelen, halveren, kopiëren, plakken, etc.);
- Liedteksten afbreken met gebruikmaking van afbreekbestanden van tekstverwerkers;
- Snel spanners, dynamische tekens en articulaties invoegen met het Quick Insert paneel;
- LilyPond-syntaxis van eerdere projecten bijwerken met convert-ly (hulpprogramma).